# Lupin III: Pilot Film
Lupin III: Pilot Film (ルパン三世 パイロットフィルム?, Rupan Sansei: Pairotto Firumu) è un film diretto da Masaaki Ōsumi prodotto nel 1969 e distribuito nel 1988. È un cortometraggio anime che rappresenta la prima trasposizione animata del manga Lupin III di Monkey Punch. Fu realizzato in due versioni, una in CinemaScope e l'altra in formato televisivo 4:3 (differenti anche nel doppiaggio e nel montaggio), per convincere Monkey Punch ad autorizzare la creazione di una serie animata e per proporla a sponsor e reti televisive. La serie Le avventure di Lupin III fu infine prodotta due anni dopo, e il film pilota fu utilizzato per produrne la sigla. La versione televisiva del film fu trasmessa su Yomiuri TV il 17 agosto 1988. In questo corto, a differenza della prima serie, Lupin indossa una giacca rossa.

## Trama
Dopo aver subito uno scherzo del ladro Arsenio Lupin III, l'ispettore Koichi Zenigata lo rintraccia nella villa dove si nasconde con i suoi soci Daisuke Jigen e Fujiko Mine. Zenigata fa circondare la villa e si avvale dell'aiuto del celebre detective Kogoro Akechi e del samurai Goemon Ishikawa XIII. Lupin però riesce comunque a fuggire con i suoi amici dopo aver ingannato Zenigata travestendosi da Akechi.

## Edizioni home video
In Giappone il cortometraggio è stato distribuito, in entrambe le versioni, sia con l'OAV Rupan Sansei - Secret File che con i DVD e Blu-ray Disc della serie Le avventure di Lupin III.
In Italia, è presente, in giapponese con sottotitoli, nel quinto DVD della prima serie edito da Yamato Video in entrambe le versioni. Nell'edizione De Agostini è presente nell'ottavo disco, nella sola versione televisiva.